# Gaylor Curier
Gaylor Curier (Massy, 4 febbraio 1992) è un cestista francese.

## Palmarès
- Campionato francese: 1

Limoges CSP: 2013-14